# 横山政礼
横山 政礼（よこやま まさのり、寛保2年（1742年） - 天明3年1月3日（1783年2月4日））は、加賀藩重臣。人持組横山蔵人家第4代。父は横山貴林。養父は横山正従。兄は横山隆達。子は横山政寛。通称は平十郎、多宮。初名は隆明。号は東皐。

## 生涯
寛保2年（1742年）、加賀藩年寄・横山貴林の四男として生まれる。縁戚の家老・横山正従の養子となり、宝暦10年（1760年）、家督と知行1万石を相続する。
天明3年1月3日（1783年2月4日）、死去。享年42。家督は嫡男の政寛が相続した。

## 人物
詩作に巧みで、詩集『東皐初稿』を遺した。友人で学者の富田景周は、「東皐（政礼）歿して後は、同僚の士に絶えて文学を論じ、風月を談ずべき人はなく」と評している（『三州遺事』）。